# Língua wardaman

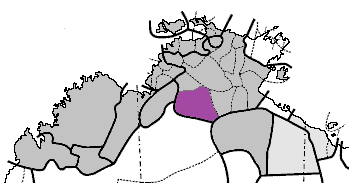
Línguas Yangmanic (púrpura) dentre outras não-Pama-Nyungan languages

Wardaman é uma das línguas aborígenes da Austrália. É do grupo norte da línguas Não-Pama-Nyungan As línguas (ou dialetos) Dagoman e Yangman (ambas extintas) eram muito relacionas à Wardaman e essas três línguas formam uma família chamada Yangmanic. Eram classificadas como línguas Gunwinyguan, essa relação ainda é aceita como plenamente demostrada.

## Escrita
O alfabeto latino usado para o Wardaman é bastante restrito. Usam-se as letras A, B, D, E, I, J, L, M, N, O, R, U, W, Y e as combinações  ly, ng, ny, rd, rl, rn, rnd, rr.

## Fonologia

### Consoantes
|                | Periférica | Periférica | Alvéolo- Palatal | Apical       | Apical |
| Bilabial       | Velar      | Alveolar   | Alvéolo- Palatal | Retroflexiva |        |
| -------------- | ---------- | ---------- | ---------------- | ------------ | ------ |
| Plosiva        | b          | ɡ          | d̠ʲ               | d            | ɖ      |
| Nasal-Oclusiva | m          | ŋ          | n̠ʲ               | n            | ɳ      |
| Lateral        |            |            | l̠ʲ               | l            | ɭ      |
| Vibrante       |            |            |                  | ɾ            |        |
| Aproximante    | β̞          |            | j                | ɹ̠            | ɹ̠      |

As alvéolo-palatais são pronunciadas com a lâmina da língua, no final de uma sílaba que pode soar como yn e il para um ouvido ocidental. Mesmo o y é dito ter propagação lateral e ser pronunciado com a lâmina e o corpo da língua. Há muito pouca diferença acústica entre as duas séries apicais em comparação com outras línguas na área. As alveolares podem adicionar um ligeiro caráter retroflex em relação a uma vogal seguinte, e essas retroflex podem assimilar alveolares na mesma palavra. No entanto, elas permanecem fonemicamente distintas. Francesca descreve o ' w como bilabial e observa que há pouca ou nenhuma presença de  lábios arredondados ou protrusão (exceto na assimilação de uma sequência / u / ou / o /). O r é pós-alveolar.

### Vogais
|         | Anterior | Posterior |
| ------- | -------- | --------- |
| Fechada | i        | u         |
| Central | e        | o         |
| Aberta  | a        | a         |

### Numerais
A interessante e tradicional Wanamen começa pelos dedos de uma mão, continua para os da outra mão, vai depois para os dedos de um pés, depois do outro até chegar a '20', algo traduzível como 'um homem'. Números maiores são múltiplod de 'uma pessoa'. Hoje em dia e em geral, os números acima de '5' são expressos em Tok Pisin. Como em outras línguas do Golfo Huon, o numeral '1' (teŋ) funciona também como o artigo indefinido “um”. O numeral luagêc '2' tem função similar como um indefinido plural e significa 'uns poucos, alguns'. A raiz numeral ta '1' com o sufixo adverbial -geŋ indica 'um, somente um', enquanto que o numeral '2' com o mesmo sufixo (luàgêc-geŋ) indica  ‘somente uns poucos'.Numerais reduplicados forma distributivos: tageŋ-tageŋ 'um por um', têlêàc-têlêàc 'de três em três', etc. (Conf. Bradshaw & Czobor 2005: 52-54.)
| Numeral | Termo                 | Português                    |
| ------- | --------------------- | ---------------------------- |
| 1       | ta(-geŋ) / teŋ        | 'um-ADV'                     |
| 2       | luàgêc                | dois'                        |
| 3       | têlêàc                | 'três'                       |
| 4       | àclê                  | 'quatro'                     |
| 5       | lemeŋ-teŋ             | 'mão-one'                    |
| 6       | lemeŋ-teŋ ŋanô ta     | 'mão-uma fruta uma'          |
| 7       | lemeŋ-teŋ ŋanô luàgêc | 'mão-uma fruta duas'         |
| 8       | lemeŋ-teŋ ŋanô têlêàc | 'mão-uma fruta três'         |
| 9       | lemeŋ-teŋ ŋanô àclê   | 'mão-uma fruta quatro'       |
| 10      | lemeŋ-lu ~ lemelu     | 'mão-duas'                   |
| 11      | lemeŋ-lu ŋanô ta      | 'mão- duas fruta uma'        |
| 15      | lemeŋ-lu ŋa-lemeŋ-teŋ | 'mão duas-duas dele-mão uma' |
| 20      | ŋac teŋ               | 'homem um'                   |

## Amostra de texto
Pai Nosso
Tamemai, taŋ gômoa undambê. Aômnêm ŋaê lau sênam dabuŋmaŋ. Ômôêŋ ôtu Apômtau ôtôm gamêŋgeŋ. Aômnêm biŋ êtu tôŋ aŋga nom amboac aŋga undambê. Ôkêŋ aêacma mo êtôm bêcgeŋŋa êndêŋ aêac êndêŋ oc tonec. Nêm tôp, taŋ gêc aêac naŋ, ôsuc ôkwi amboac aêac asuc ma tôp ôkwi gêdêŋ tauŋ. Ôwê aêac asa lêtôm atom. Ôjaŋgo aêac su aŋga gêŋ sec. Aôm Apômtau, aôm ŋaniniŋ to ŋajaŋa ma ŋawê ŋatau laŋgwa teŋgeŋ. Biŋŋanô.